# Enrico Martini
Enrico Martini (* 19. August 1988 in Elsterwerda) ist ein ehemaliger deutscher Footballspieler. Er wurde als Defensive Back eingesetzt.

## Leben
Martini wuchs in Dresden auf und betrieb als Jugendlicher Leichtathletik. 2006 begann er bei den Dresden Monarchs mit dem Footballsport. Der in der Verteidigung eingesetzte, 1,78 Meter messende Spieler nahm in Innsbruck ein Studium auf und spielte ab 2010 bei den Swarco Raiders Tirol. 2011 gewann er mit den Innsbruckern den Eurobowl, österreichischer Staatsmeister wurde er mit der Mannschaft in den Jahren 2011, 2015, 2016, 2018 und 2019. Des Weiteren gewann Martini mit den Tirolern 2017, 2018 sowie 2019 die länderübergreifende Spielrunde CEFL und 2018 und 2019 das Europäische Superfinale gegen den Sieger der Northern European Football League (NEFL). Nach der Saison 2019 beendete Martini seine Karriere als Football-Spieler.
Martini wurde 2014 mit der deutschen Nationalmannschaft bei der EM in Österreich Europameister, im Endspiel schlug man den Gastgeber in der Verlängerung.
Von März bis Juni 2023 war Martini Koordinator der Special Teams der Prague Lions in der European League of Football (ELF). In der Saison 2024 übte er diese Aufgabe bei den Berlin Adlern in der GFL aus und betreute ebenfalls die Defensive Backs der Mannschaft.